# 半人馬座V
半人馬座V，又名CP-56 6296，HD 127297、SAO 241777、HR 5421，是半人馬座的一颗恒星，视星等为6.93，位于銀經316.44，銀緯3.31，其B1900.0坐标为赤經14h 25m 22.8s，赤緯-56° 3.31′ 39″。